# نوباء منقارية
نوباء منقارية (الاسم العلمي: Alternaria rostellata) هو نوع من الفطريات يتبع جنس النوباء من الفصيلة البوغيانية.